# Albert Cahen (escrime)
 (juin 2025).
Motif : Notoriété non démontrée, possible doublon d'Albert Cahen (pédagogue). Voir aussi Wikipédia:Bistro des non-francophones#Possible duplicate.
- Archive Wikiwix
- Bing
- Cairn
- DuckDuckGo
- E. Universalis
- Gallica
- Google
- G. Books
- G. News
- G. Scholar
- Persée
- Qwant
- (zh) Baidu
- (ru) Yandex
- (wd) trouver des œuvres sur Wikidata

| 1. | Préciser le motif de la pose du bandeau. | Précisez le motif de la pose du bandeau en utilisant la syntaxe suivante : {{admissibilité à vérifier\|date=juin 2025\|motif=remplacez ce texte par le motif}}                              |
| 2. | Informer les utilisateurs concernés.     | Pensez à avertir le créateur de l'article, par exemple, en insérant le code ci-dessous sur sa page de discussion : {{subst:avertissement admissibilité à vérifier\|Albert Cahen (escrime)}} |

Pour les articles homonymes, voir Albert Cahen (homonymie) et Cahen.
Albert Cahen, né le 12 juillet 1857 à Paris, où il est mort le 20 décembre 1937, est un escrimeur français.

## Biographie
Albert Cahen participe aux Jeux olympiques de 1900 dans l'épreuve de fleuret individuel, où il est éliminé en quarts, et dans l'épreuve d'épée individuelle, où il est éliminé au premier tour. 